# Scott Morrow (ishockeyspelare född 2002)
Scott Dempsey Morrow, född 1 november 2002, är en amerikansk professionell ishockeyback som spelar för Carolina Hurricanes i National Hockey League (NHL).
Han har tidigare spelat för UMass Minutemen i National Collegiate Athletic Association (NCAA) och Youngstown Phantoms och Fargo Force i United States Hockey League (USHL).
Morrow draftades av Carolina Hurricanes i andra rundan i 2021 års draft som 40:e spelare totalt.
Han är släkt med Scott Morrow, som är onkel till honom.

## Statistik
| 2016–2017   | Shattuck St. Mary's Sabres U14 |             | 53  | 11 | 22 | 33 | 64 | — | — | — | — | — |
| 2017–2018   | Shattuck St. Mary's Sabres U16 |             | 53  | 12 | 22 | 34 | 27 | — | — | — | — | — |
| 2018–2019   | Shattuck St. Mary's Sabres U18 |             | 53  | 15 | 37 | 52 | 48 | — | — | — | — | — |
| 2019–2020   | Shattuck St. Mary's Sabres U18 |             | 46  | 22 | 45 | 67 | 44 | — | — | — | — | — |
|             | Youngstown Phantoms            | USHL        | 2   | 0  | 1  | 1  | 0  | — | — | — | — | — |
| 2020–2021   | Shattuck St. Mary's Sabres U18 |             | 30  | 8  | 40 | 48 | 30 | — | — | — | — | — |
|             | Fargo Force                    | USHL        | —   | —  | —  | —  | —  | 6 | 0 | 0 | 0 | 0 |
| 2021–2022   | UMass Minutemen                | NCAA        | 37  | 13 | 20 | 33 | 10 | — | — | — | — | — |
| 2022–2023   | UMass Minutemen                | NCAA        | 35  | 9  | 22 | 31 | 16 | — | — | — | — | — |
| 2023–2024   | Carolina Hurricanes            | NHL         | 1   | 0  | 0  | 0  | 0  | — | — | — | — | — |
|             | UMass Minutemen                | NCAA        | 37  | 6  | 24 | 30 | 25 | — | — | — | — | — |
| NHL totalt  | NHL totalt                     | NHL totalt  | 1   | 0  | 0  | 0  | 0  | — | — | — | — | — |
| NCAA totalt | NCAA totalt                    | NCAA totalt | 109 | 28 | 66 | 94 | 51 | — | — | — | — | — |